# Pterospermum xylocarpum
Pterospermum xylocarpum är en malvaväxtart som först beskrevs av Joseph Gaertner, och fick sitt nu gällande namn av Hermenegild Santapau och Wagh. Pterospermum xylocarpum ingår i släktet Pterospermum och familjen malvaväxter. Inga underarter finns listade i Catalogue of Life.